# Lepidodactylus shebae
Espèce
Synonymes
- Pseudogekko shebae Brown & Tanner, 1949

Statut de conservation UICN

 DD  : Données insuffisantes
Lepidodactylus shebae est une espèce de geckos de la famille des Gekkonidae.

## Répartition
Cette espèce est endémique de Guadalcanal aux Salomon.

## Publication originale
- Brown & Tanner, 1949 : Rediscovery of the genus Pseudogekko with description of a new species from the Solomon Islands. Great Basin Naturalist, vol. 9, n. 3/4, p. 41-45 (texte intégral).